# جوليا سيبوتيندي
جوليا سيبوتيندي (من مواليد 28 فبراير 1954) هي محامية أوغندية. وهي تقضي حاليًا فترة ولايتها الثانية في محكمة العدل الدولية بعد إعادة انتخابها في 12 نوفمبر 2020. وهي أيضًا المستشارة الحالية لجامعة موتيسا الأولى الملكية، وهي جامعة مملوكة لمملكة بوغندا في أوغندا. كانت قاضية في المحكمة منذ مارس 2012. وهي أول امرأة أفريقية تجلس في محكمة العدل الدولية. قبل انتخابها لمحكمة العدل الدولية، كانت سيبوتيندي قاضية في المحكمة الخاصة بسيراليون. تم تعيينها في هذا المنصب في عام 2007.